# Esporte Clube Futuro (pallavolo maschile)
L'Esporte Clube Futuro è un club pallavolistico maschile brasiliano, con sede ad Araçatuba: milita nel campionato brasiliano di Superliga Série B.

## Palmarès
- Campionato Paulista: 1

2010

## Denominazioni precedenti
- 2002-2013: Grêmio Recreativo e Esportivo Reunidas